# Římskokatolická farnost Všeň
Římskokatolická farnost Všeň (lat. Wschenna) je církevní správní jednotka sdružující římské katolíky na území obce Všeň a v jejím okolí. Organizačně spadá do turnovského vikariátu, který je jedním z 10 vikariátů litoměřické diecéze.

## Historie farnosti
Datum založení farnosti není známo. Matriky jsou v místě vedeny od roku 1664. Farnost byla znovuobsazena knězem roku 1688.

### Duchovní správcové vedoucí farnost
Začátek působnosti jmenovaného v duchovní správě farnosti od roku:
- Franciscus
- 1356   Petrus z Hořelic, † 1375
- 1375   Gabriel, † 1406
- 1406   Martinus
- 1411   Wenceslaus z Libošovic
- 1685   Procopius Matis OFM
- 1686   Henricus Labe OFM
- 1687   Ubertinus Krzeczek OFM
- 1688   Henricus Labe OFM
- 1689   Paulus Christ. Czapek
- 1716   Ferdinandus Frideric. Vetter
- 1765   Franciscus Samuelowsky
- 1777   Jos. Johna
- 1787   Joann. Hlawaczek, † 8. 1. 1794
- 1792   Jos. Münster, † 6. 7. 1813
- 1813   par. vacat, cap. Ferd. Küttel
- 1813   Jos. Neubner, n. 6. 1. 1778 Mariaschein, o. 24. 7. 1803, † 10. 9. 1826
- 1826   par. vacat, cap. Georg. Prochaska
- 1826   Anton. Oliva, n. 2. 6. 1765 Strakonice, o. 2. 1. 1791, † 16. 1. 1848
- 1849   Franc. Lustinec, n. 9. 11. 1787 Neumauscens., o. 9. 8. 1811, † 21. 12. 1866
- 1863   Joann. Šolc, n. 30. 4. 1800 Sobotka, o. 4. 9. 1827, † 24. 5. 1869
- 1870   Joann. Hruška, n. 2. 9. 1812 Neobolesl., o. 3. 8. 1836, † 9. 2. 1875
- 1876   Wencesl. Forman, n. 5. 10. 1810 Libešic., o. 25. 7. 1835, † 22. 3. 1889
- 1890   Jos. Kovář, n. 6. 10. 1826 Čimyšl, o. 25. 7. 1852, † 4. 3. 1911
- 1902   par. vacat, admin. interc. Wenc. Dlask
- 1903   Joann. Bernard, n. 21. 3. 1846 Modricens, o. 23. 7. 1870, † 4. 7. 1906
- 1906   Joann. Náhlovský, n. 18. 2. 1869 Penčín, o. 8. 10. 1893, † 6. 6. 1938
- 1908   Wenc. Beran, n. 28. 11. 1855 Gentschowitz, o. 22.7. 1881, † 2. 7. 1919
- 1919   Vincenc Drbohlav, n. 26. 8. 1861 Rovensko, o. 22. 5. 1887, † 4. 1. 1937
- 1937   par. vacat, admin. interc. František Klapuch
- 1. 3.  1938    Karel Vítek, n. 26. 6. 1884 Orlovice, o. 17. 7. 1910, † 6. 9. 1970
- 1. 12. 1951   Jaroslav Drábek
- 22. 2. 1958   Theoph. Řezníček
- 1. 6.  1958    Klement Ruisl
- 1.12. 1968   Jan Heryán
- 1. 8.  1973    Rudolf Prey
- 1. 2.  1974    Jan Křepinský
- 15. 9. 1976   František Vítek
- 15.11. 1977 Jan Fexa
- 15. 7. 1981   Pavel Jančík
- 7. 11. 1984   František Kocman
- 1. 11. 1990   Jindřich Tomíček
- 5. 6.  1998    Rudolf Prchal
- 5. 5.  2004    Radek Jurnečka
- 1. 7. 2010 Pavel Mach, admin. exc. z Mnichova Hradiště[3]

## Území farnosti
Do farnosti náleží území obce:
- Břehy[2]
- Kadeřavec[2]
- Modřišice (Modschitz[4])[p 2]
- Mokrý (Mokrei[4])[p 2]
- Olešnice (Woleschnitz[4])[p 2]
- Ploukonice (Plaukonitz[4])[p 2]
- Podháj[2]
- Pohoří (Podhorsch[4])[p 2]
- Skokovy[2]
- Všeň (Weschen[4])[p 2]
- Žďár[2]
- Žehrov[2]

## Římskokatolické sakrální stavby a místa kultu na území farnosti
| | Fotografie | Stavba                       | Místo  | Bohoslužby                      | Zeměpisné souřadnice            | Status       | Číslo kulturní památky                       |
| Kostel | Kostel     | Kostel                       | Kostel | Kostel                          | Kostel                          | Kostel       | Kostel                                       |
| --- | ---------- | ---------------------------- | ------ | ------------------------------- | ------------------------------- | ------------ | -------------------------------------------- |
| 1. |            | Kostel sv. Filipa a Jakuba   | Všeň   | bližší informace o bohoslužbách | 50°33′35″ s. š., 15°6′19″ v. d. | farní kostel | 16013/6-2854 (Pk•MIS•Sez•Obr•WD) (Q19602290) |
| Kaple |            |                              |        |                                 |                                 |              |                                              |
| 2. |            | Kaple Navštívení Panny Marie | Žďár   | bližší informace o bohoslužbách | 50°32′36″ s. š., 15°5′2″ v. d.  | obecní kaple | —                                            |
| Některé drobné sakrální stavby a pamětihodnosti lze dohledat zde v databázi Drobné sakrální památky Zaniklé sakrální stavby lze dohledat zde v databázi Poškozené a zničené kostely, kaple a synagogy v České republice |            |                              |        |                                 |                                 |              |                                              |

Ve farnosti se mohou nacházet i další drobné sakrální stavby, místa římskokatolického kultu a pamětihodnosti, které neobsahuje tato tabulka.

## Příslušnost k farnímu obvodu
Z důvodu efektivity duchovní správy byl vytvořen farní obvod (kolatura) farnosti Mnichovo Hradiště, jehož součástí je i farnost Všeň, která je tak spravována excurrendo.

## Galerie

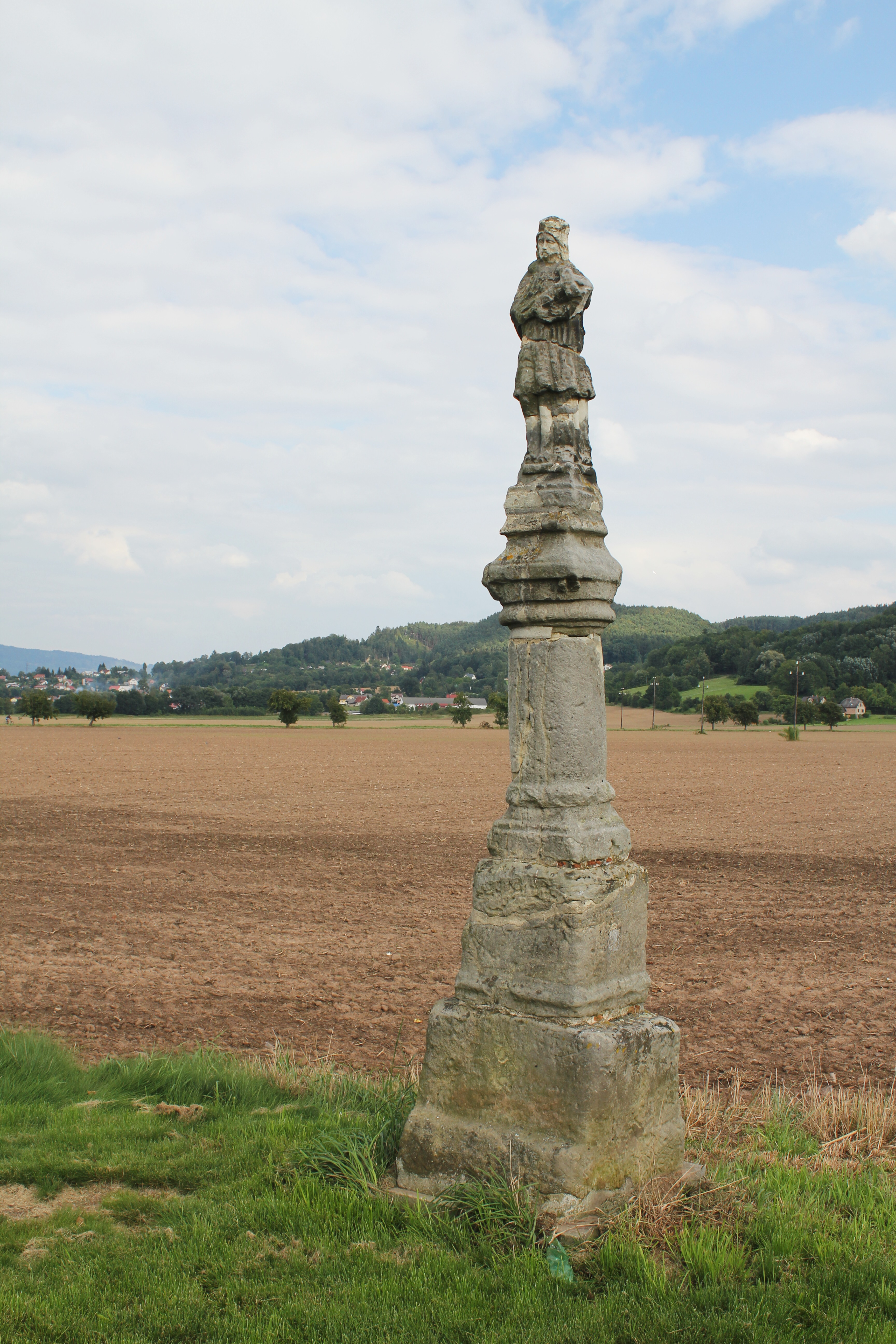
Socha sv. Jana Nepomuckého v Modřišicích
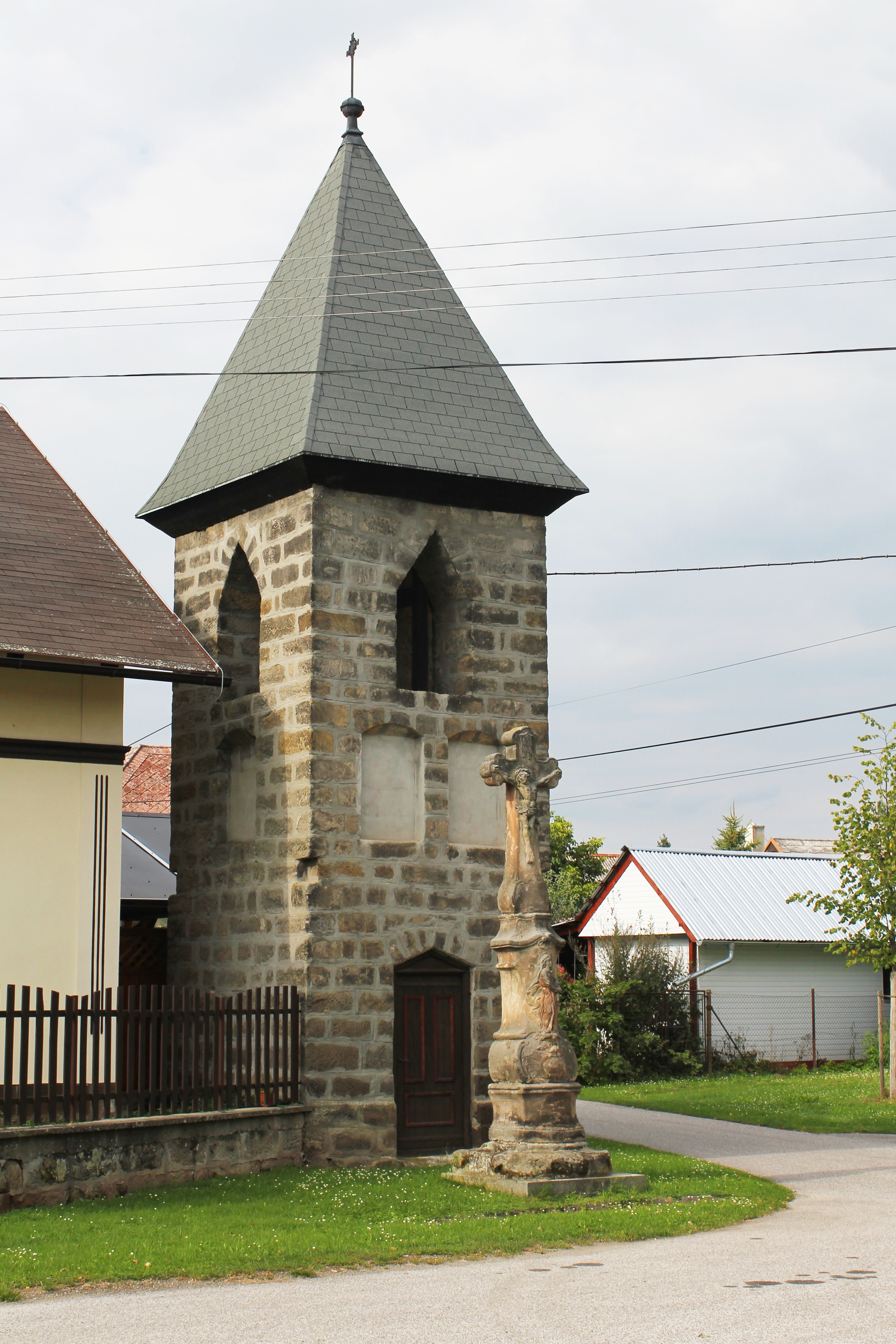
Věž s křížem v Modřišicích
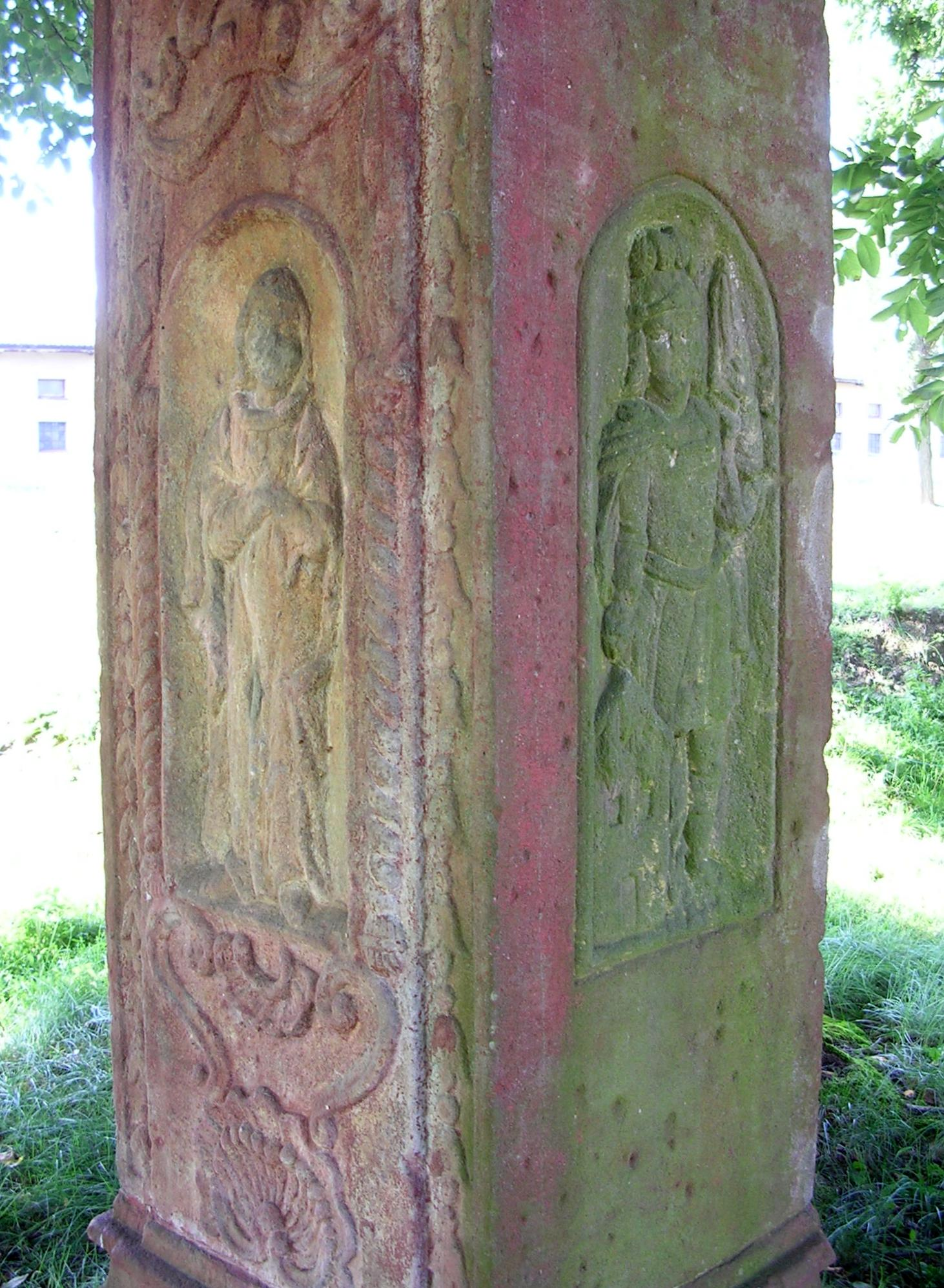
Detail reliéfu na křížku v Ploukonicích
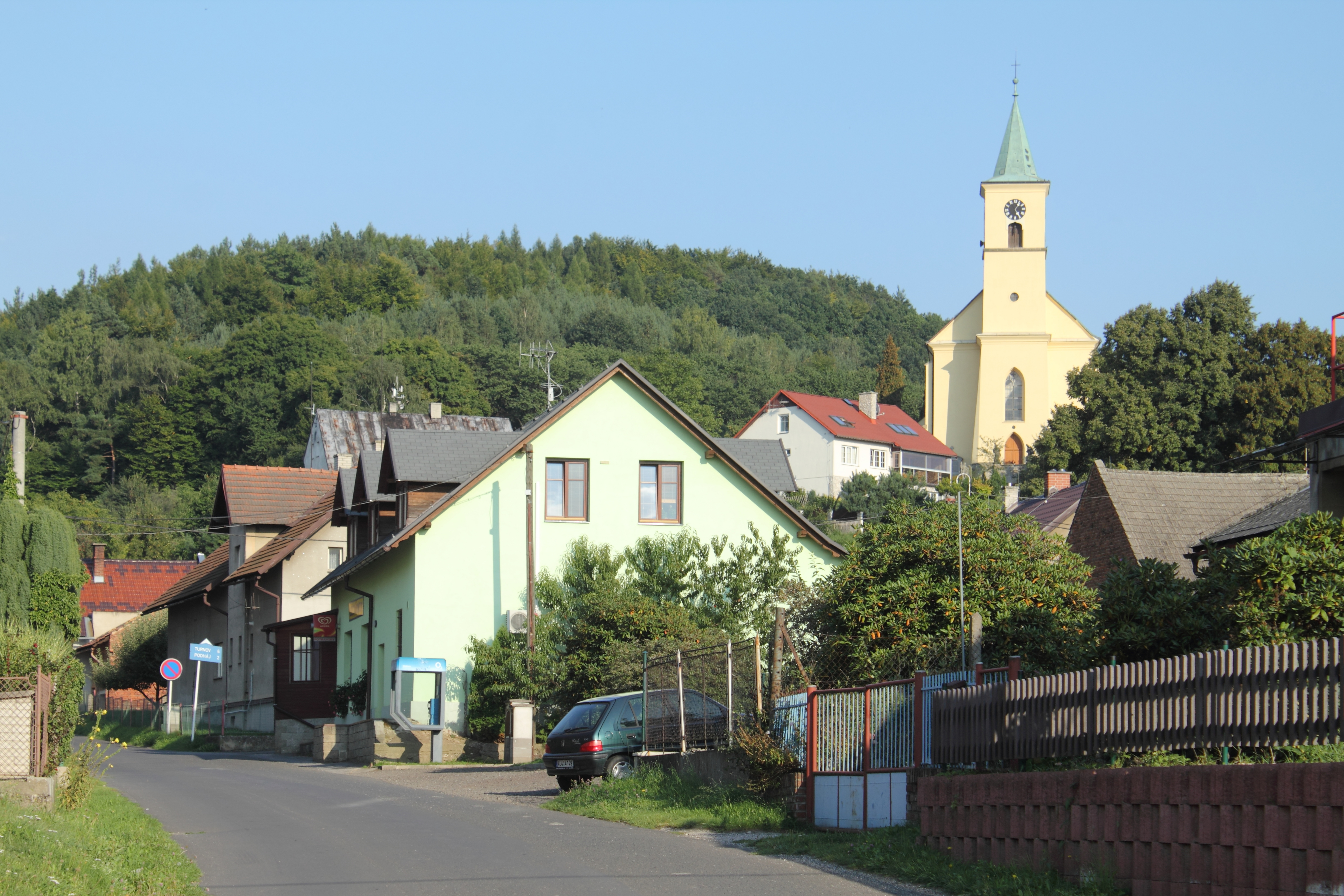
Kostel ve Všeni z hlavní ulice
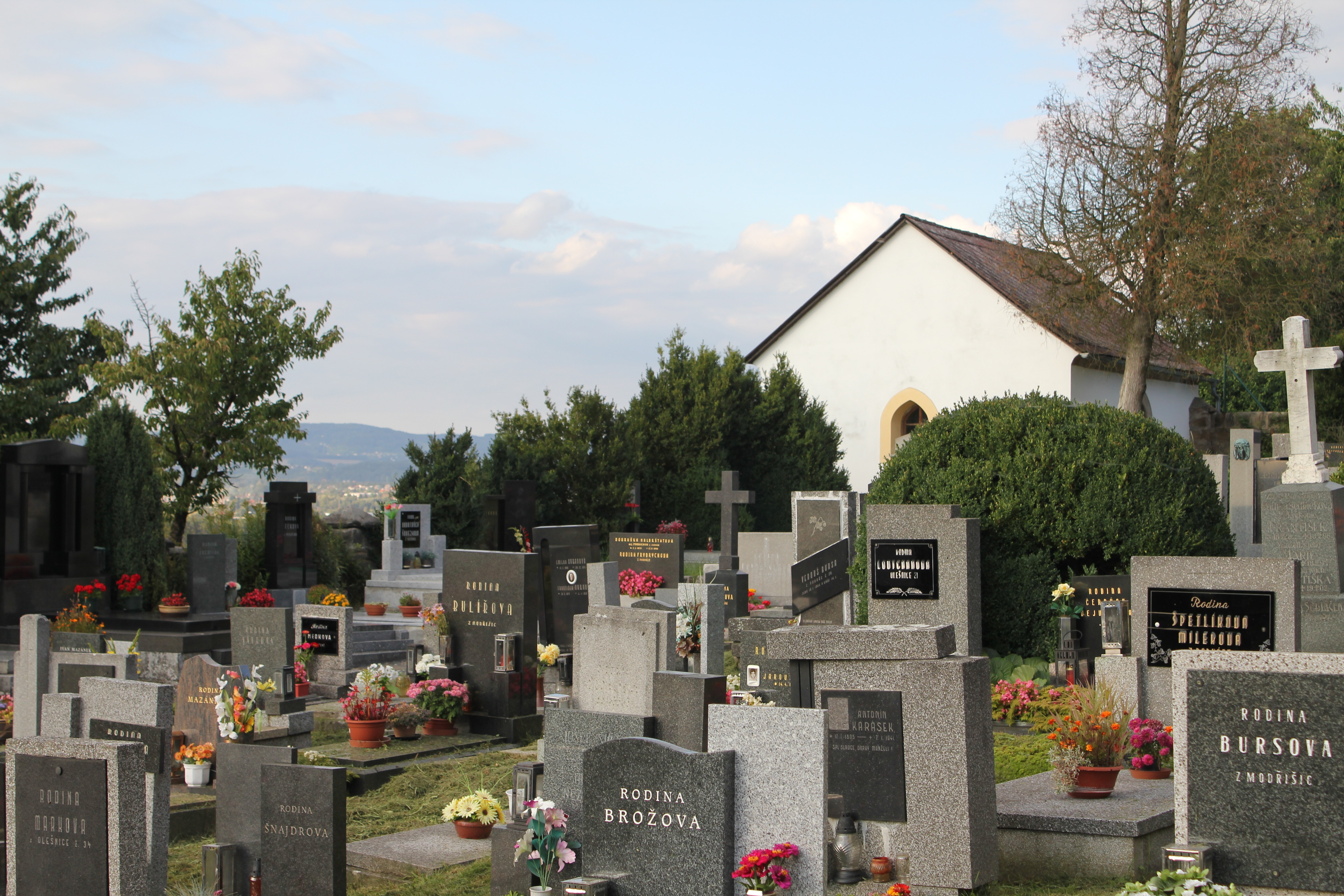
Hřbitov ve Všeni
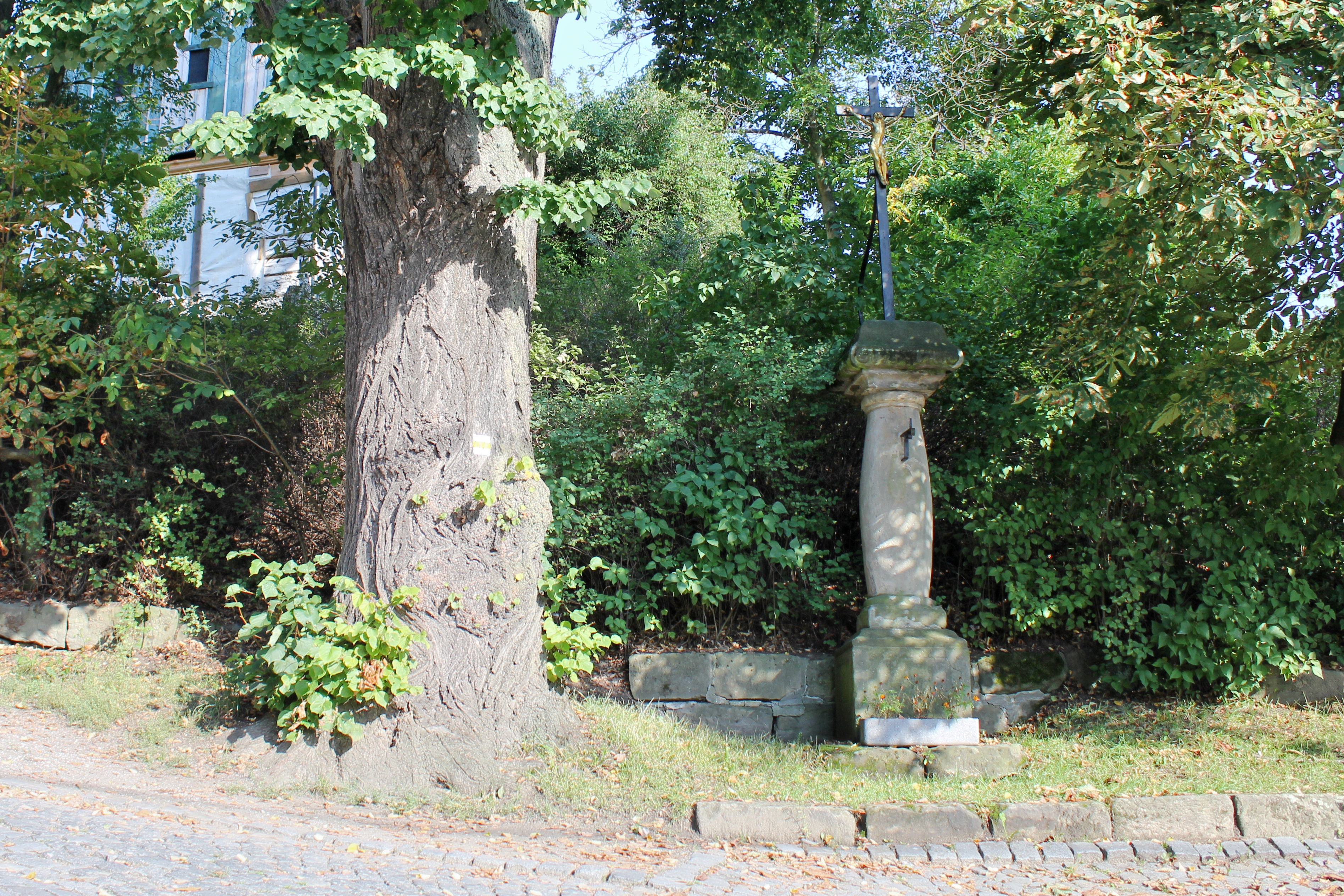
Křížek ve Všeni
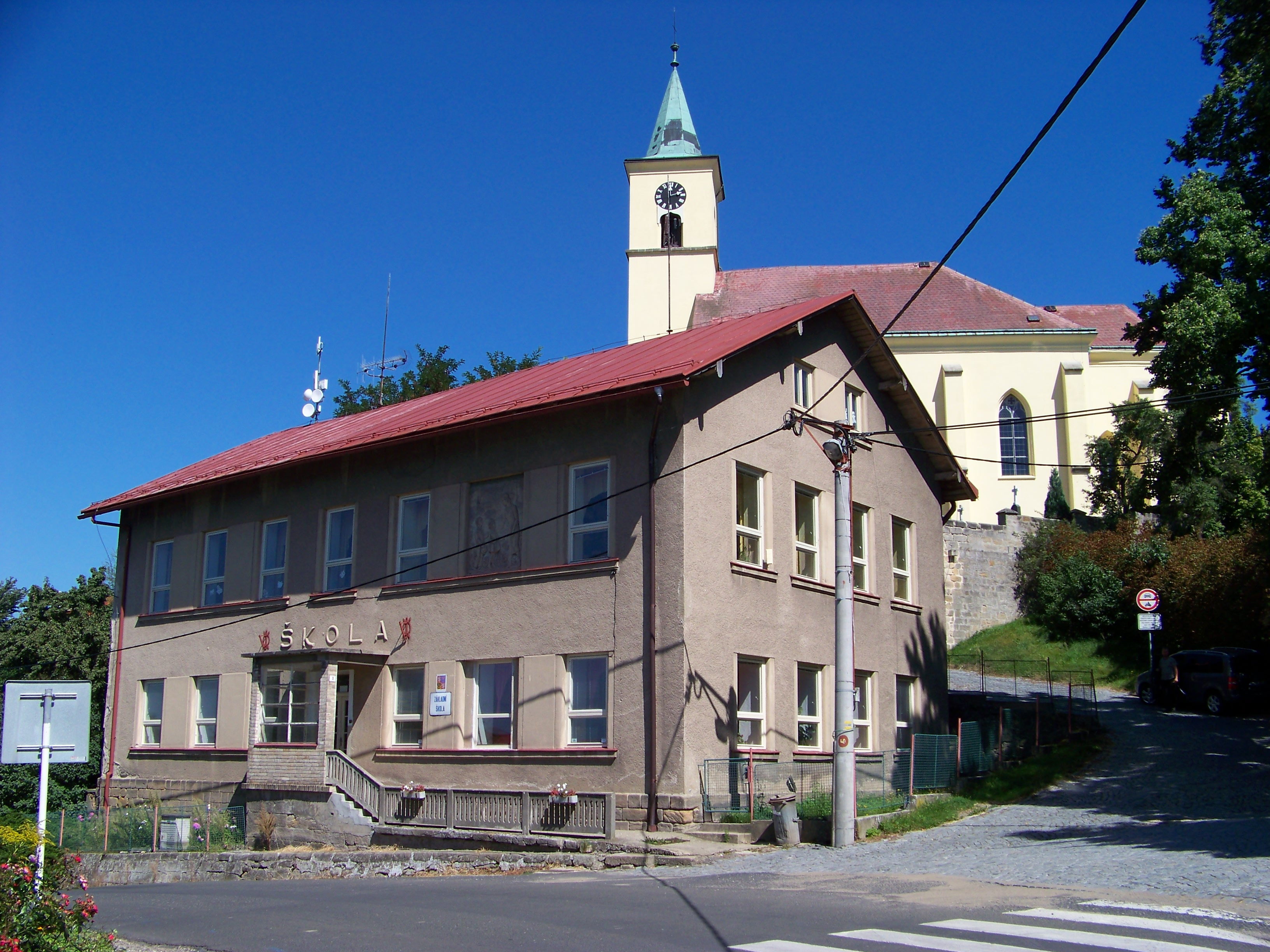
Škola a kostel ve Všeni
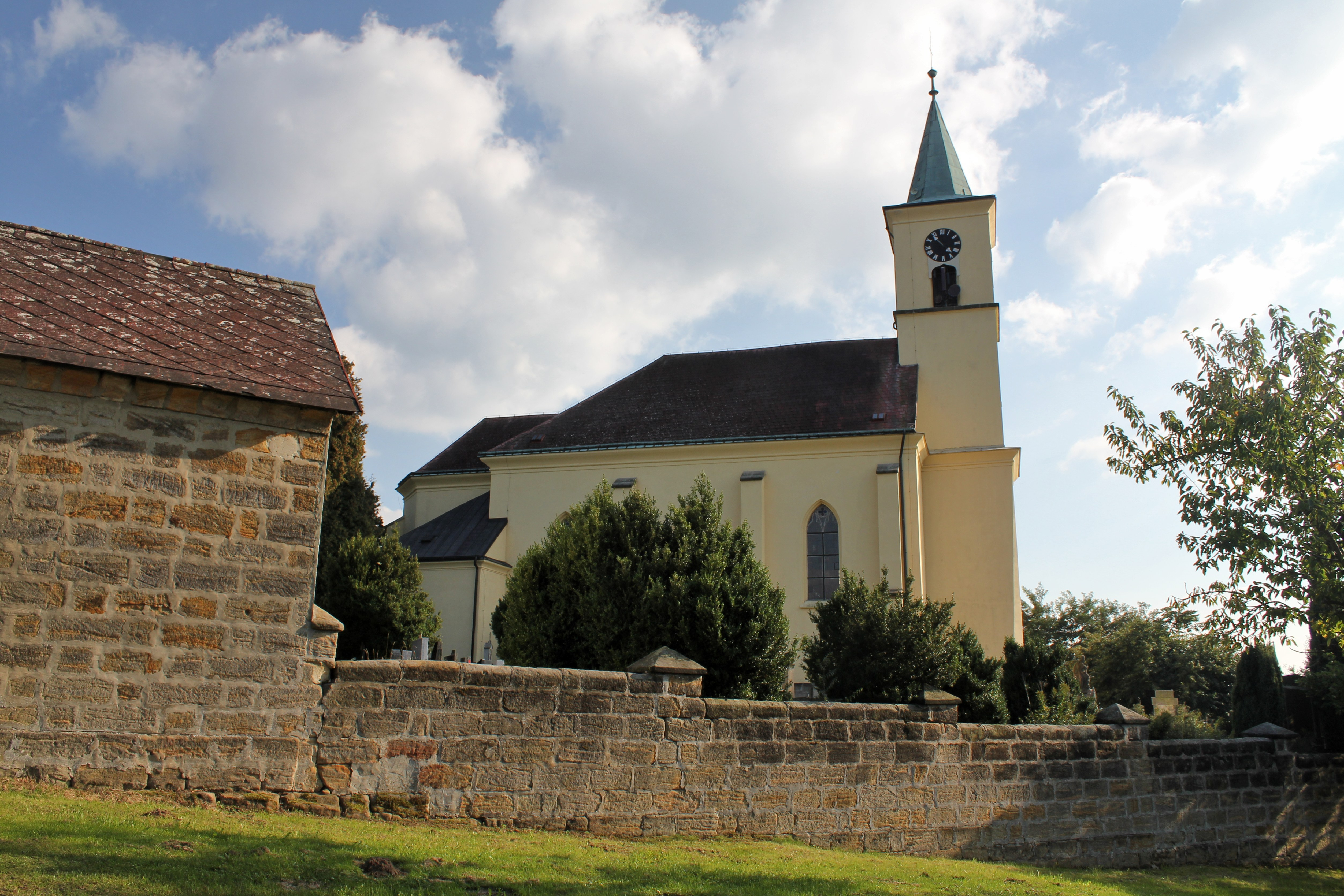
Kostel sv. Filipa a sv. Jakuba ve Všeni (z boku)
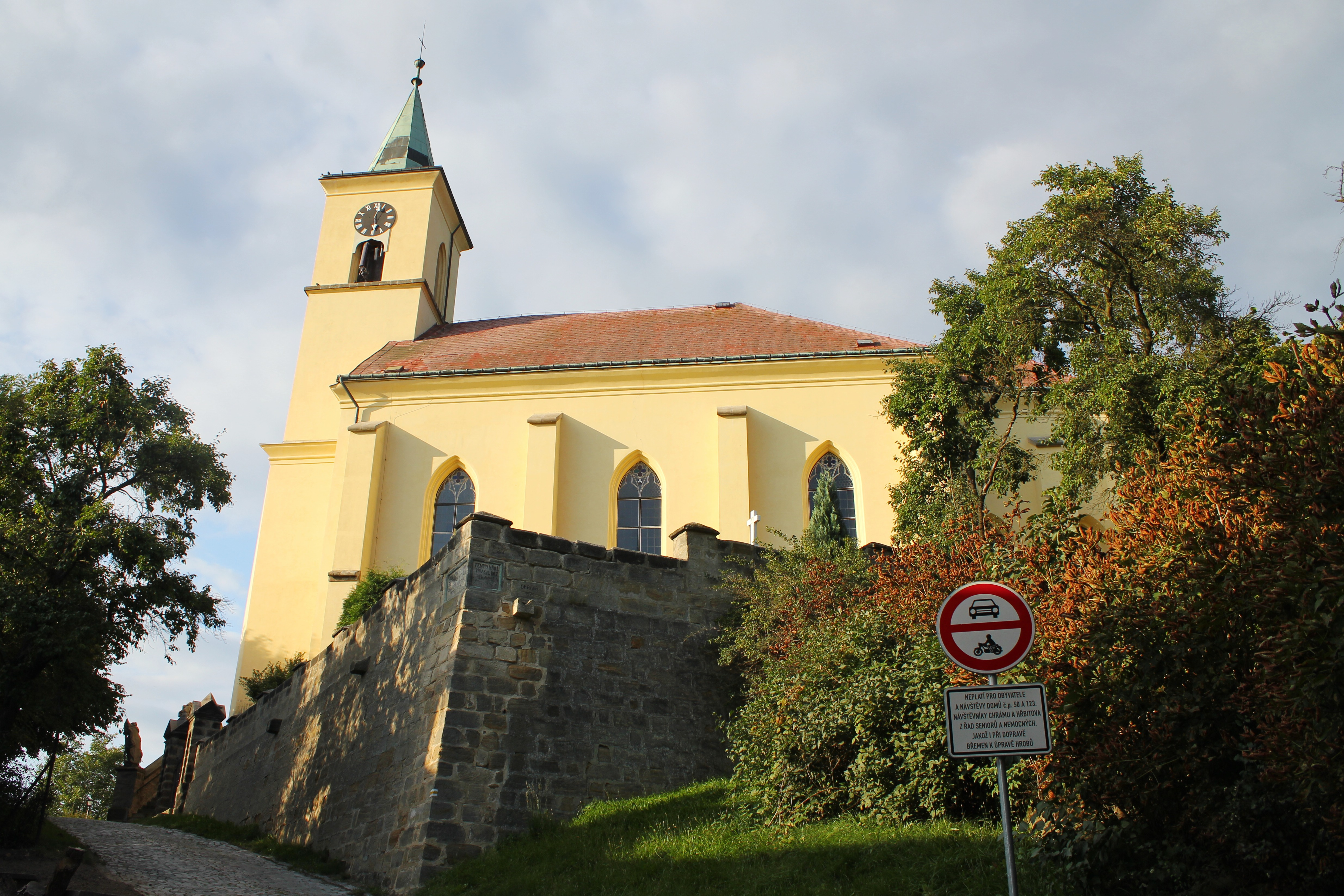
Kostel sv. Filipa a sv. Jakuba ve Všeni
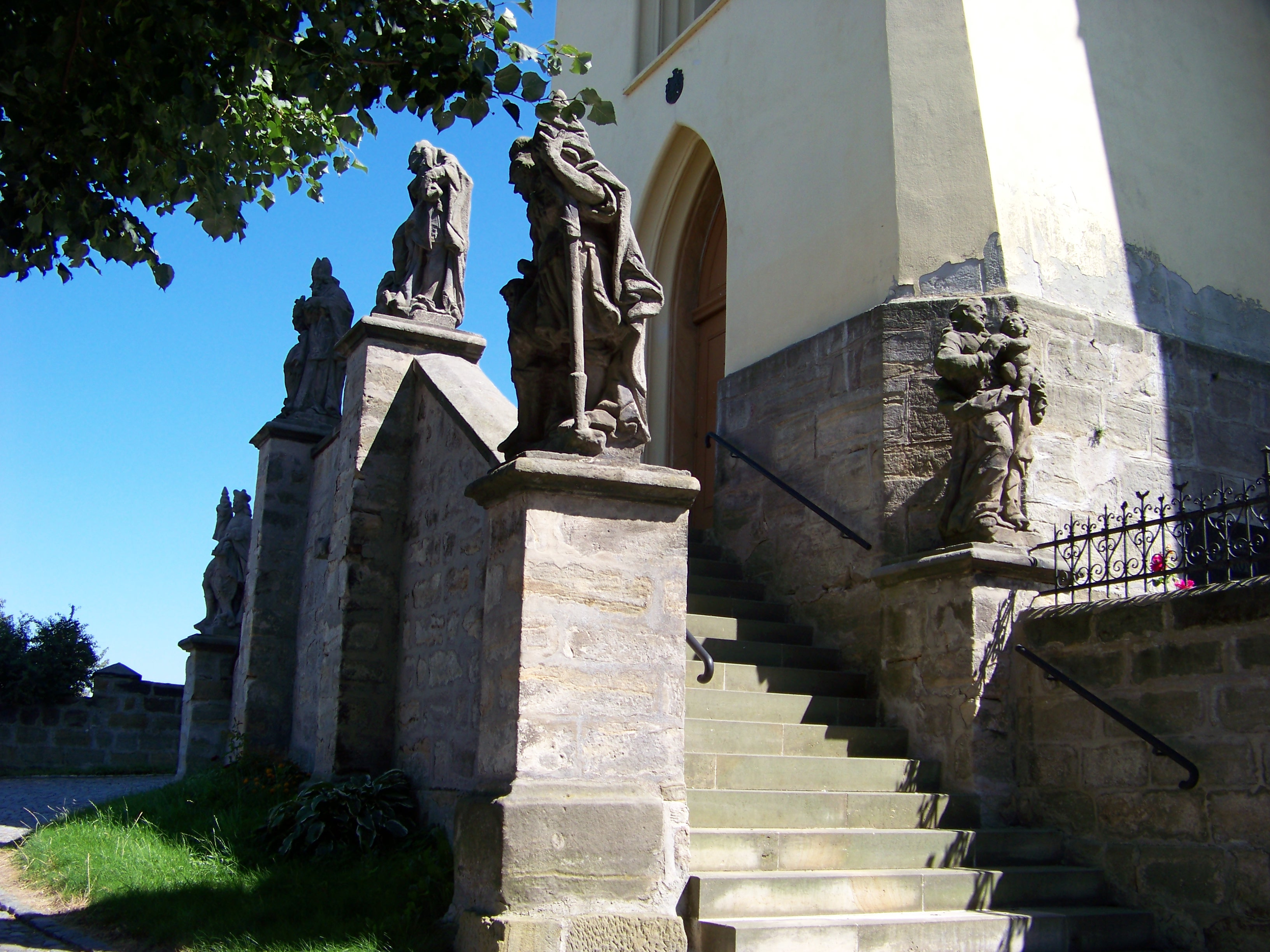
Sochy u vstupního schodiště kostela ve Všeni
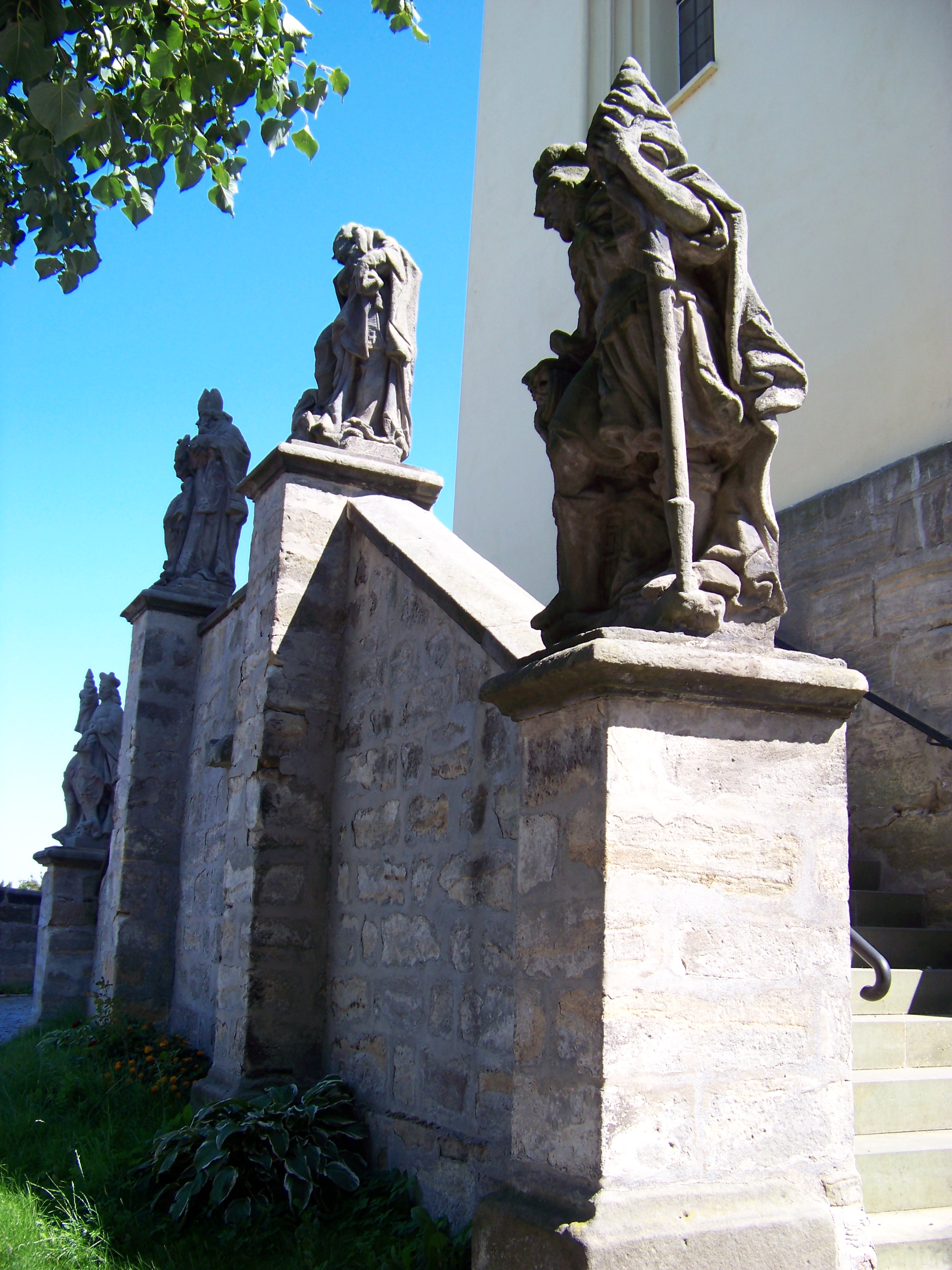
Detail sochy u vstupního schodiště kostela ve Všeni
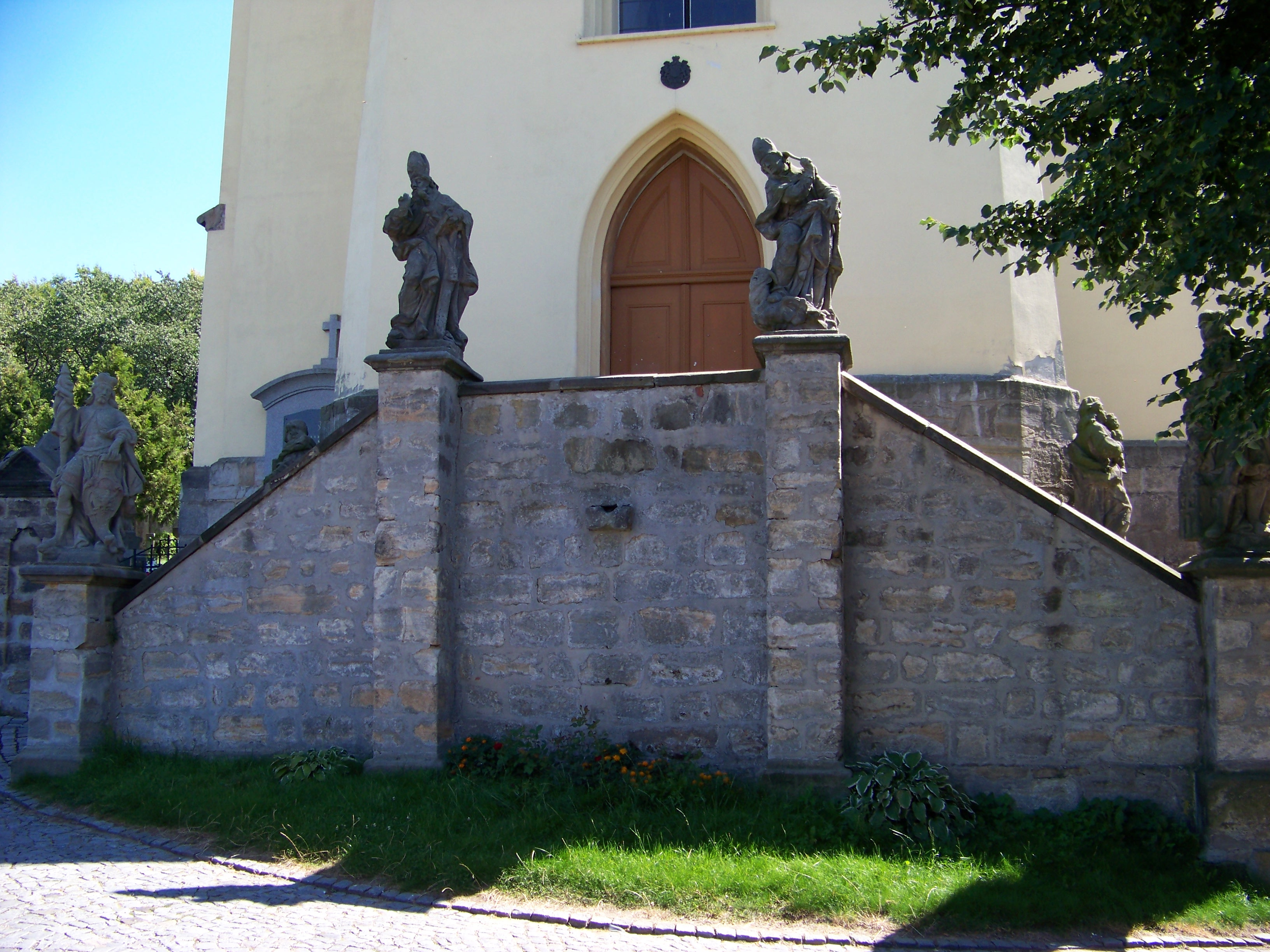
Vstup do kostela sv. Filipa a sv. Jakuba ve Všeni
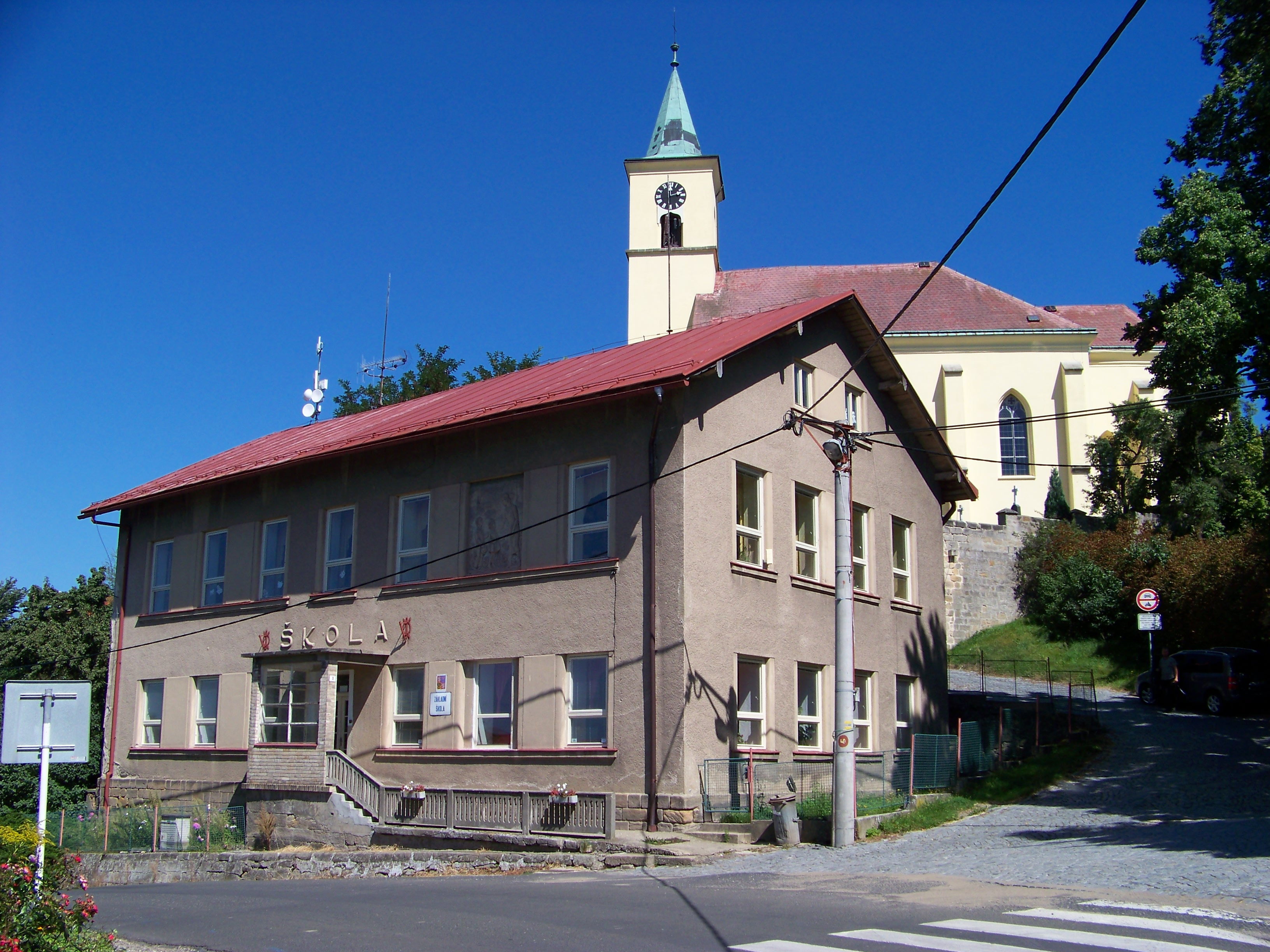
Kostel a škola ve Všeni
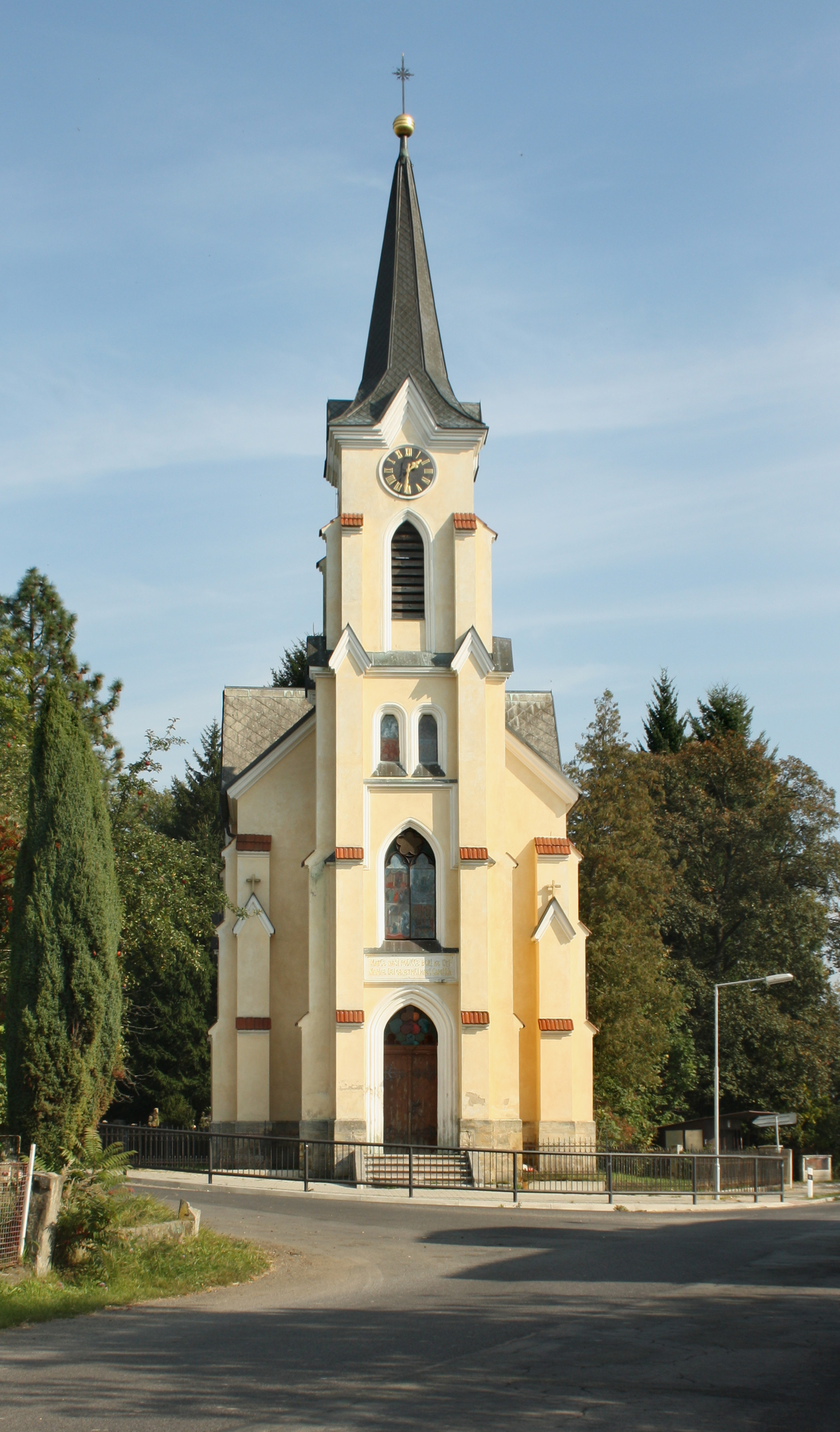
Průčelí kaple Navštívení Panny Marie ve Žďáru
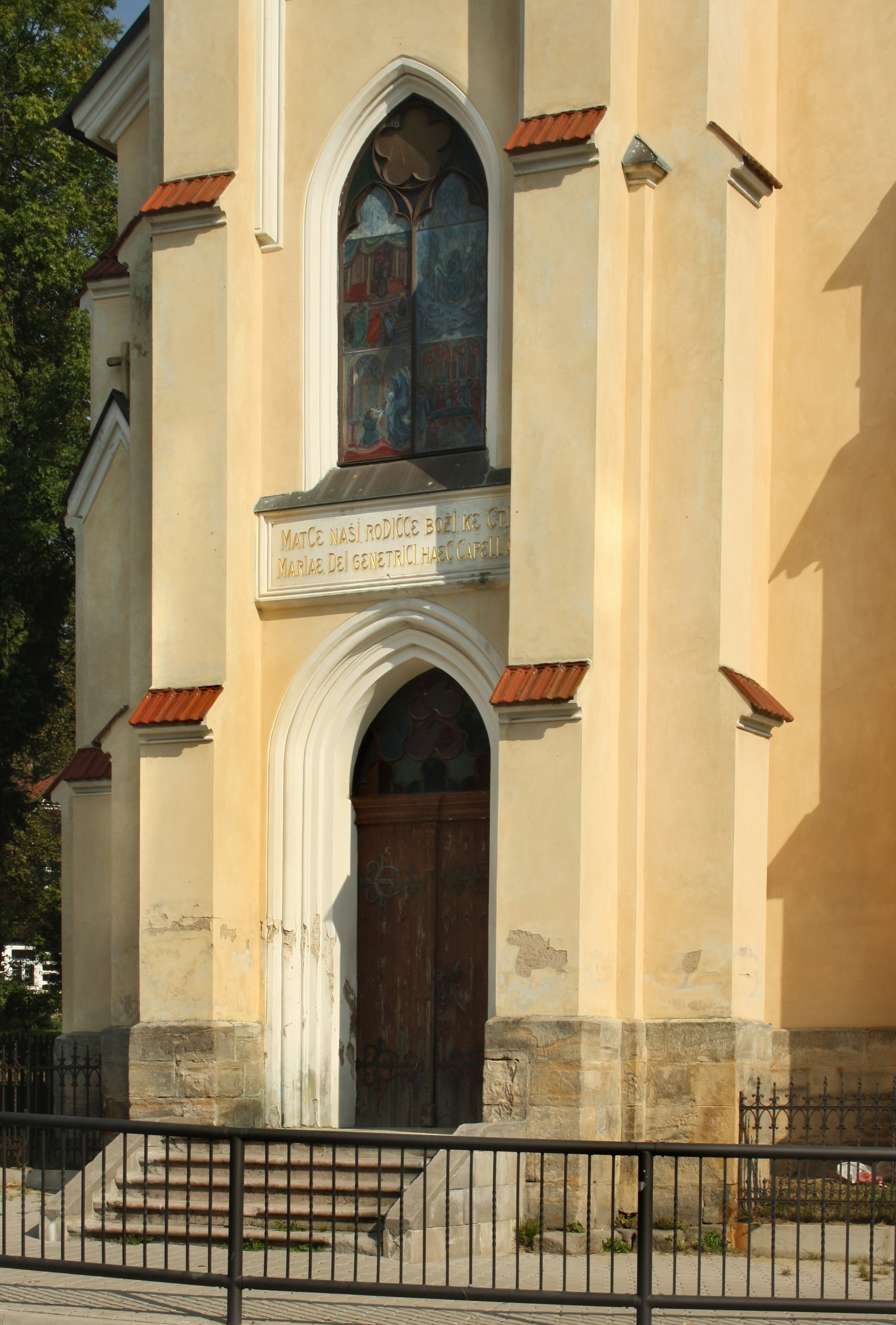
Vchod do kaple Navštívení Panny Marie ve Žďáru
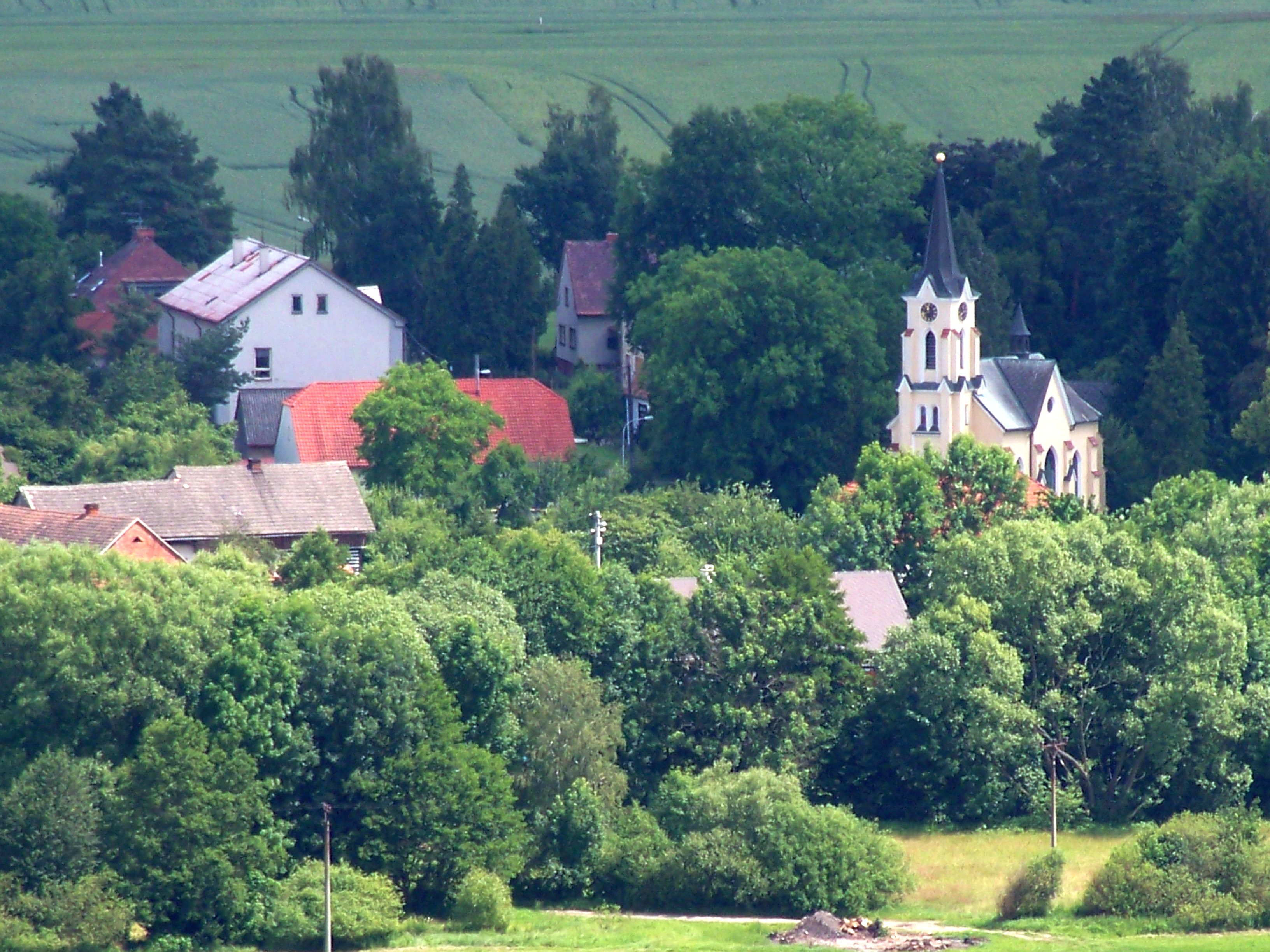
Pohled na kapli Navštívení Panny Marie ve Žďáru z Příhrazský skal